# Lacs Jovet
Pour les articles homonymes, voir Lac de la Tempête.
Les lacs Jovet sont un ensemble de cinq lacs de montagne — deux principaux et trois plus petits — de France situés en Haute-Savoie, dans le massif du Mont-Blanc, au pied des monts Jovet, du mont Tondu et des têtes d'Enclave et de Bellaval.
Ils sont accessibles en randonnée depuis les chalets de Jovet — eux-mêmes rejoints depuis la chapelle Notre-Dame-de-la-Gorge, le col du Joly ou encore le col du Bonhomme — et sur l'itinéraire menant au col d'Enclave au sud-est. Les lacs Jovet sont également accessibles en hiver en ski de randonnée.

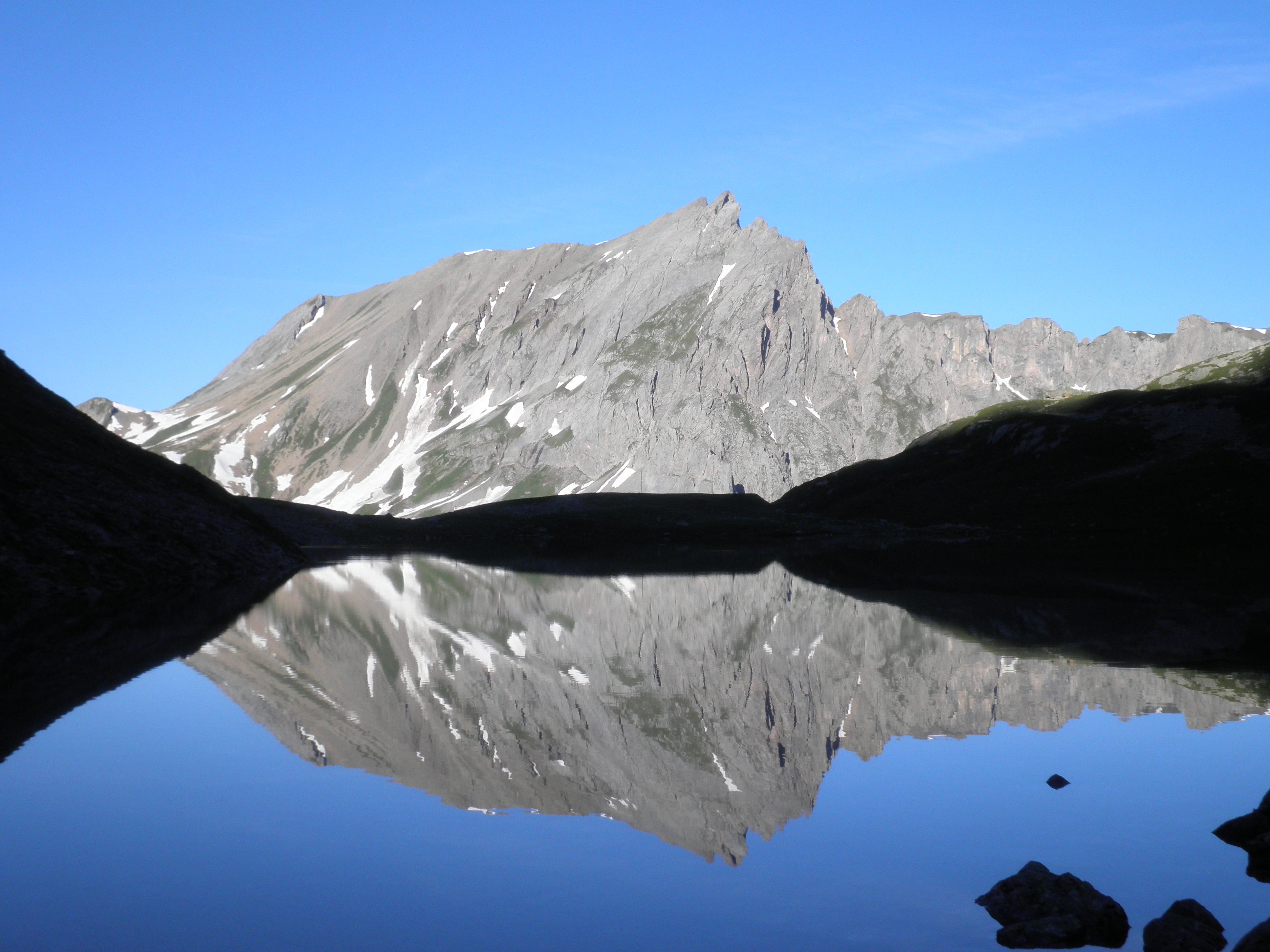
Les aiguilles de la Pennaz au sud vues depuis le lac Jovet inférieur.

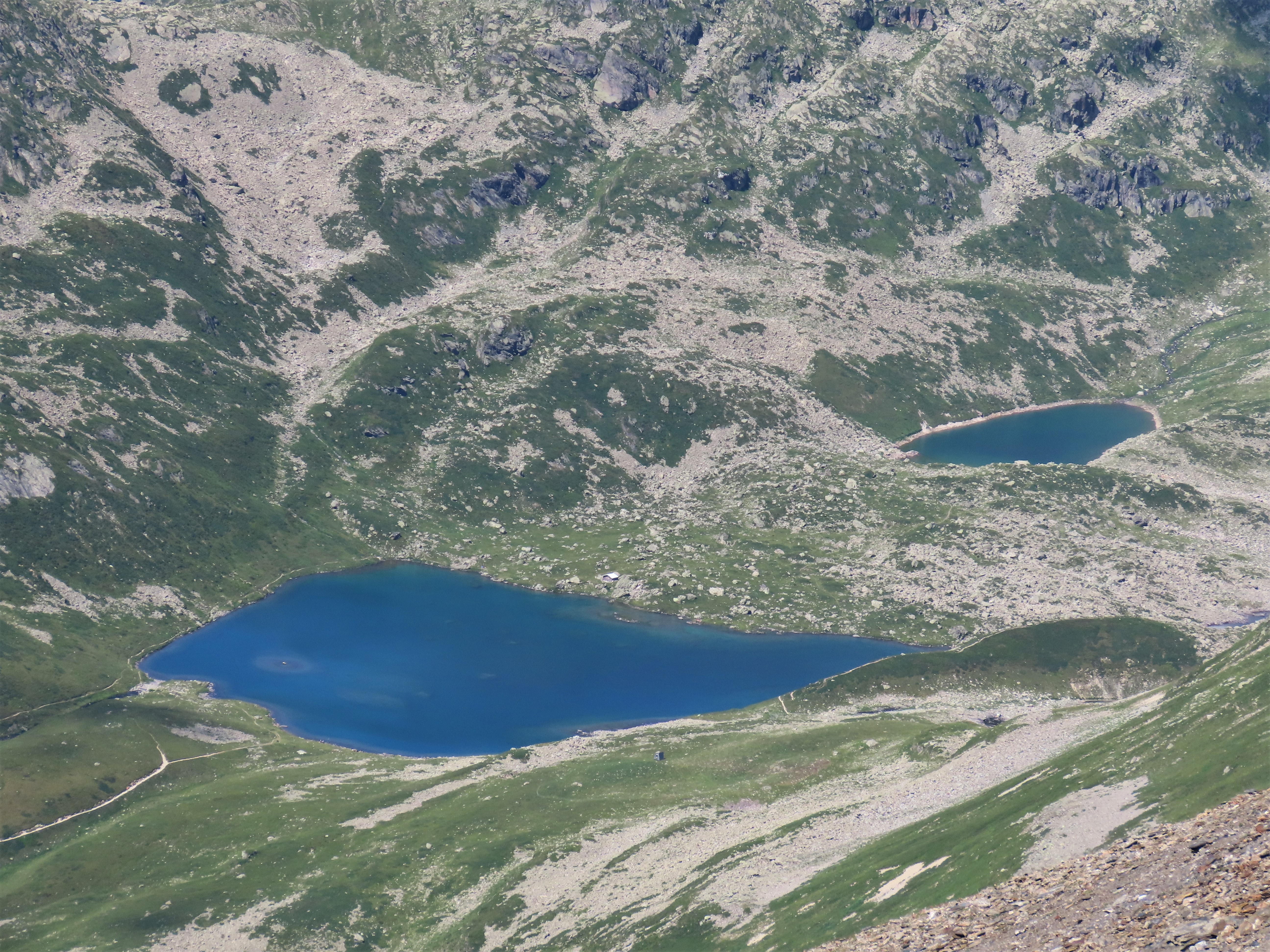
Vue des lacs depuis la tête Nord des Fours au sud.